# Kléberson
José Kléberson Pereira známý jako Kléberson (* 19. červen 1979, Uraí) je bývalý brazilský fotbalista. Nastupoval povětšinou na postu záložníka.
V brazilské reprezentaci působil v letech 2002–2010 a odehrál za ni 32 utkání, v nichž dal 2 góly. Stal se s ní mistrem světa roku 2002. Zlato má též z Copa América 2004 a z Konfederačního poháru 2009.
Dvakrát vyhrál brazilskou ligu, jednou s Atlético Paranaense (2001), jednou s Flamengem (2009). S Besiktasem Istanbul získal dva turecké poháry (2005/06, 2006/07), s Manchesterem United FA Cup (2003/04).